# 本田尚子
本田 尚子（ほんだ たかこ）は、兵庫県出身の植物画家・植物画講師である。

## 概略
身近な雑草、キノコや野に咲く草花を作品のテーマとした植物画家である。専門的に絵画を学んだわけではなく、1980年代より独学で植物画の活動を開始し、2000年（平成12年）からは同じく植物画家である西村俊雄に師事した。国立科学博物館主催の植物画コンクールで10回の入選や、2004年（平成16年）には文部科学大臣賞を受賞している。日本植物画倶楽部、つくばボタニカルアート同好会所属。現在、茨城県守谷市在住。
スケッチを1日で済ませ、色合わせを行い、1～2ヶ月を費やして色付けを行い、仕上げる手法を取っている。

## 著書
- 『里山ダイアリー』（幻冬舎、2007）ISBN 9784779002014。
- 『大人の塗り絵 野の花編』（河出書房新社、2008）ISBN 9784309270029。
- 『大人の塗り絵 樹の花と実編』（河出書房新社、2008）ISBN 9784309270395。
- 『大人の塗り絵 POSTCARD BOOK 里山の小さな植物編』（河出書房新社、2009）ISBN 9784309717784。
- 『大人の塗り絵 四季の花図譜編』（河出書房新社、2009）ISBN 9784309271347。
- 『大人の塗り絵 POSTCARD BOOK』花と小さな生きものたち編（河出書房新社、2010）ISBN 9784309717845。
- 『大人の塗り絵 四季の花のリース編』（河出書房新社、2014）ISBN 9784309275215。
- 『大人の塗り絵 里山に咲く花編』（河出書房新社、2016）ISBN 9784309277257。
- 『大人の塗り絵 美しいリース編』（河出書房新社、2018）ISBN 9784309279466。